# 膳巴提便

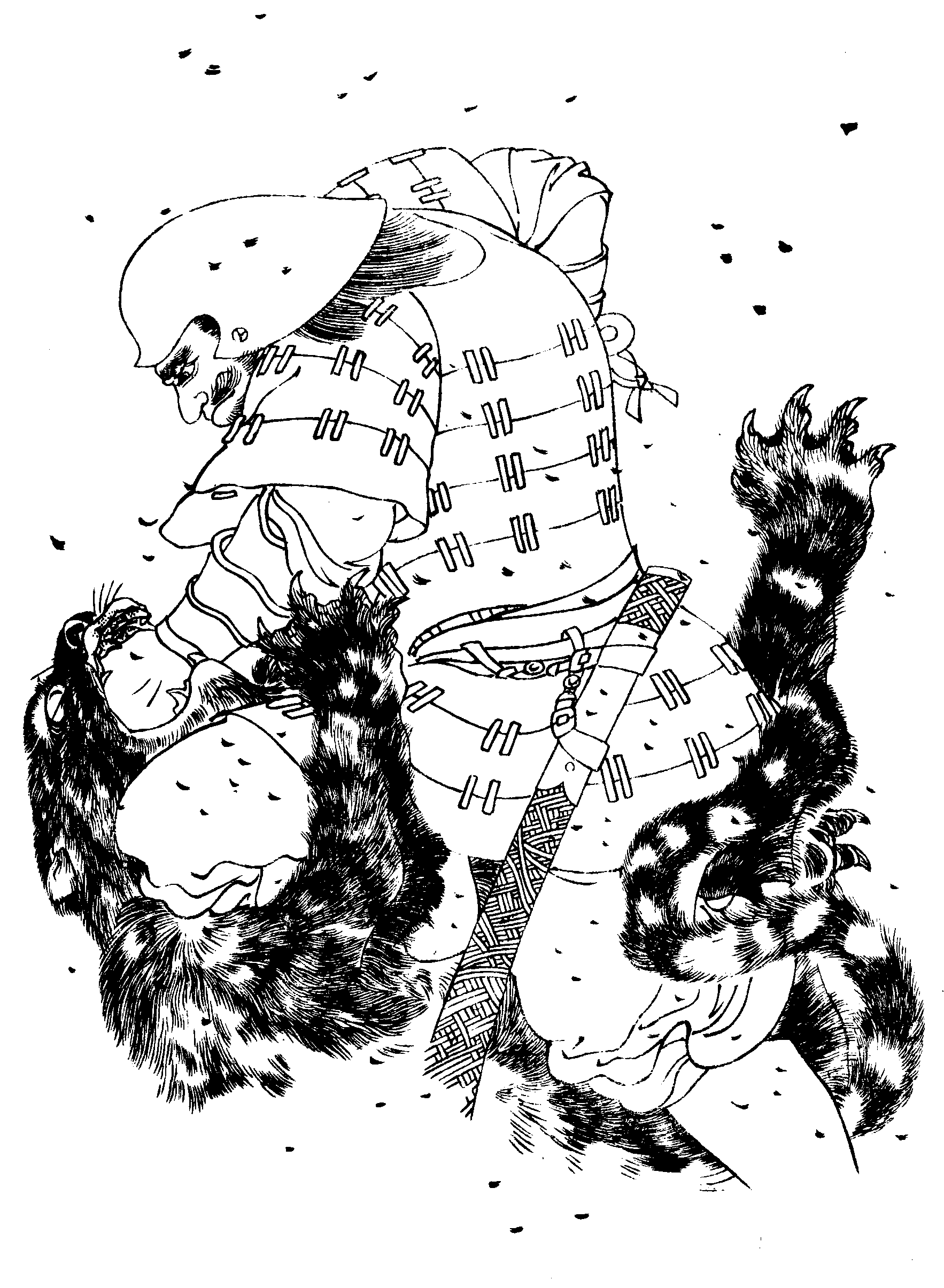
膳巴提便（『前賢故実』より）

膳 巴提便（かしわで の はすひ、生没年不詳）は、6世紀前半のヤマト王権に属する豪族。姓は臣。

## 記録
『日本書紀』巻第十九によると、欽明天皇6年3月（推定545年）に百済に派遣されたとある。この時に妻子同伴で半島へ向かったことが、以下の悲劇の原因となった。
「百済の海浜で日が暮れたので野宿しましたが、その際に小児が急に消え失せて行方不明になりました。その日大雪が降り、夜明けになって探すと、虎の足跡がありました。私は刀を帯び、甲冑を着て、巌岫（いわおのくき＝岩場の洞穴）を探しあてました。
こう言ったところ、虎は前に進んで、口を開いて飲み込もうしましたが、私は直ぐに左の手を伸ばして、虎の舌をとらえて、右の手で刺し殺して、皮を剥いで還ってきました。」
同年11月に帰国した際にこれらのことを朝廷に報告したと伝えられている。その後の事績については記載がなく不明である。